# Acroneuria lycorias
Acroneuria lycorias är en bäcksländeart som först beskrevs av Newman 1839.  Acroneuria lycorias ingår i släktet Acroneuria och familjen jättebäcksländor. Inga underarter finns listade i Catalogue of Life.